# Йохана Австрийска
Йохана Австрийска (на немски: Johanna von Österreich, на италиански: Giovanna d'Austria; * 24 януари 1547, Прага; † 10 април 1578, Флоренция) от род Хабсбурги, е ерцхерцогиня на Австрия и чрез женитба велика херцогиня на Тоскана (1574 – 1578). Сестра е на император Максимилиан II и е майка на френската кралица Мария де Медичи.

## Произход и образование
Тя е най-малкото дете от 15-те деца на император Фердинанд I (1503 – 1564) и съпругата му Анна Ягелонина от Унгария и Бохемия (1503 – 1547), дъщеря на бохемския и унгарски крал Владислав II. Майка ѝ умира на 27 януари 1547 г. след раждането на Йохана.
Йохана получава образование по философия, изкуство, музика и фенски, испански, италиански, унгарски и латински.

## Брак с Франческо I де Медичи
Йохана удовлетворява желанието на родителите си, които договарят брака ѝ с представител на семейство Медичи. Медичите, наскоро част от европейските благороднически фамилии, виждат с голямо задоволство възможността тяхното родословие да повиши още повече престижа си чрез най-важното европейско кралско семейство, Хабсбургите.
Йохана се омъжва на 18 декември 1565 г. във Флоренция за бъдещия велик херцог Франческо I де Медичи. В деня на сватбата си тя пристига в града през Порта ал Прато. Джорджо Вазари и Винченцо Боргини са проектирали големи апарати за случая с помощта на Джовани Качини. Две статуи на Франческо дела Камила, представляващи „Тоскана" и „Австрия", са поставени в Борго Онисанти. Къщите, които нямат достатъчно ценни фасади, са покрити с големи панели, рисувани от Карло Портели и Санти ди Тито, докато серия от арки и статуи са поставени на сегашния Пиаца Голдони, представляващи Хименей и благоприятния брак. Батиста Лоренци, ученик на Бачо Бандинели, извайва статуите, докато другите декорации са дело на Алесандро Алори. Приета триумфално във Флоренция през 1565 г., творбите, създадени в нейна чест, включват поредица от фрески в Палацо Векио, Салона на петстотинте, Коридора на Вазари и Фонтана на Нептун.
Бракът на Йохана и Франческо не е успешен. Франческо I е много неспокоен характер и винаги посветен на интелектуалните изследвания, на окултните науки (напротив, Йохана е патрон на Йезуитския орден в Тоскана) и на изкуството, и той намира жена си за безинтересна, не много културна или елегантна, а и засегната от гръбначна малформация. Той скоро започва тайна любовна афера (която скоро става публично достояние) с омъжената венецианска благородничка Бианка Капело. Франческо и Бианка изживяват своята любовна история с все по-смел вид, привличайки клюките на всички европейски дворове.
- Ерцхерцогиня Йохана, велика херцогиня на Тоскана (портрет от Франческо Терцио, 1565)
- Франческо I
- Бианка Капело и синът ѝ Антонио

Позицията на Йохана спрямо нейната съперница е особено неблагоприятна и защото тя продължава да ражда само дъщери, които не могат да продължат семейната династия. Във всеки случай тя е не толкова раздразнена от изневярата на съпруга си, колкото е разочарована, защото гордостта ѝ на принцеса е наранена и тя не е третирана според ранга си. Има някои писма, в които Йохана се оплаква на своя тъст Козимо I и след това на своя девер, кардинал Фердинандо де Медичи. Кардиналът се оказва неин съюзник и прави твърд фронт срещу Бианка Капело, която е изгонена от Палацо Пити, но това е минимална пречка за двамата влюбени, които често остават заедно в една от вилите на Медичите.
Йохана ражда шест дъщери, от които само две достигат пълнолетие (едната е известната Мария де Медичи, кралица на Франция). По силата на династичния закон те са изключени от наследяване на Великото херцогство, така че раждането на сина ѝ Филипо на 20 май 1577 г. е посрещнато с голямо облекчение и дава нова сила на Йохана.
Бианка Капело вече е родила момче (Антонио де Медичи) през 1576 г., въпреки че слухът, който скоро започва да циркулира, е, че това е само симулирано раждане и детето не е нейно, а на един от нейните слуги. Истината за това извънбрачно дете все още остава мистериозна, прикрита от дворцови интриги.
Инцидент причинява смъртта на 31-годишната Йохана през април 1578 г., когато тя пада по стълбите в двореца, бременна за пореден път. Погребана е до съпруга си в криптата на параклисите на Медичите в базиликата Сан Лоренцо във Флоренция.
През юни Франческо I се жени тайно за метресата си. Синът му Филипо умира едва на четири години на 29 март 1582 г. През 1579 г. той официално обявява брака си с Бианка, която междувременно също е останала вдовица след мистериозното убийство на съпруга си. Идилията им не продължава дълго, защото през 1587 г. те умират един след друг във вилата на Медичите в Поджо а Каяно. Оттогава се говори за отравяне, но според първоначалните доклади става въпрос за малария.
Синът на Франческо от Бианка, Антонио, е прогонен от наследството от брата на Франческо, който става велик херцог под името Фердинандо I, отказвайки се от кардиналския пурпур.

## Фамилия
∞ 1. 18 декември 1565 г. във Флоренция за Франческо I де Медичи (* 30 юли 1549 във Флоренция, Велико херцогство Тоскана; † 19 октомври 1587 във Вила „Медичи“ в Поджо а Каяно, пак там), бъдещ велик херцог на Тоскана (1574 – 1587), от когото има 8 деца:
- Елеонора де Медичи (* 28 февруари или 1 март 1566, Флоренция; † 9 септември 1611, Карвиана), ∞ 1584 за Винченцо I Гондзага (1562 – 1612), херцогиня на Мантуа и Монферат
- Ромола де Медичи (* 20 ноември 1568, † 2 декември 1568)
- Анна де Медичи (* 31 декември 1569, † 19 февруари 1584)
- Изабела де Медичи (* 30 септември 1571, † 8 август 1572)
- Лукреция де Медичи (* 7 ноември 1572, † 14 август 1574)
- Мария де Медичи (* 26 април 1573, † 3 юли 1642), ∞ 5 октомври 1600 за Анри IV, крал на Франция (1553 – 1610), кралица на Франция, майка на крал Луи XIII
- Филипо де Медичи (* 20 май 1577, † 29 март 1582), наследник на Великото херцогство на Тоскана, велик принц на Тоскана от раждането до ранната си смърт
- дете (* 10 април 1578, † 10 април 1578), умира в утробата на майка си, която почива на следващия ден.

- Школа на Франс Пурбус-Младши, Портрет на Елеонора де Медичи, херцогиня на Мантуа, ок. 1600
- Вероятен портрет на Анна де Медичи
- Франс Пурбус-младши, Портрет на Мария де Медичи, 1610, Лувър, Париж
- Портрет на Филипо де Медичи, 1600, Галерия „Дейвид Койцер“, Цюрих